# Charles Gayle
Pour les articles homonymes, voir Gayle.
Charles Gayle, né le 28 février 1939 à Buffalo (État de New York) et mort le 7 septembre 2023,, est un musicien de free jazz, multi-instrumentiste : saxophoniste, pianiste, clarinettiste et percussionniste américain. 

## Biographie

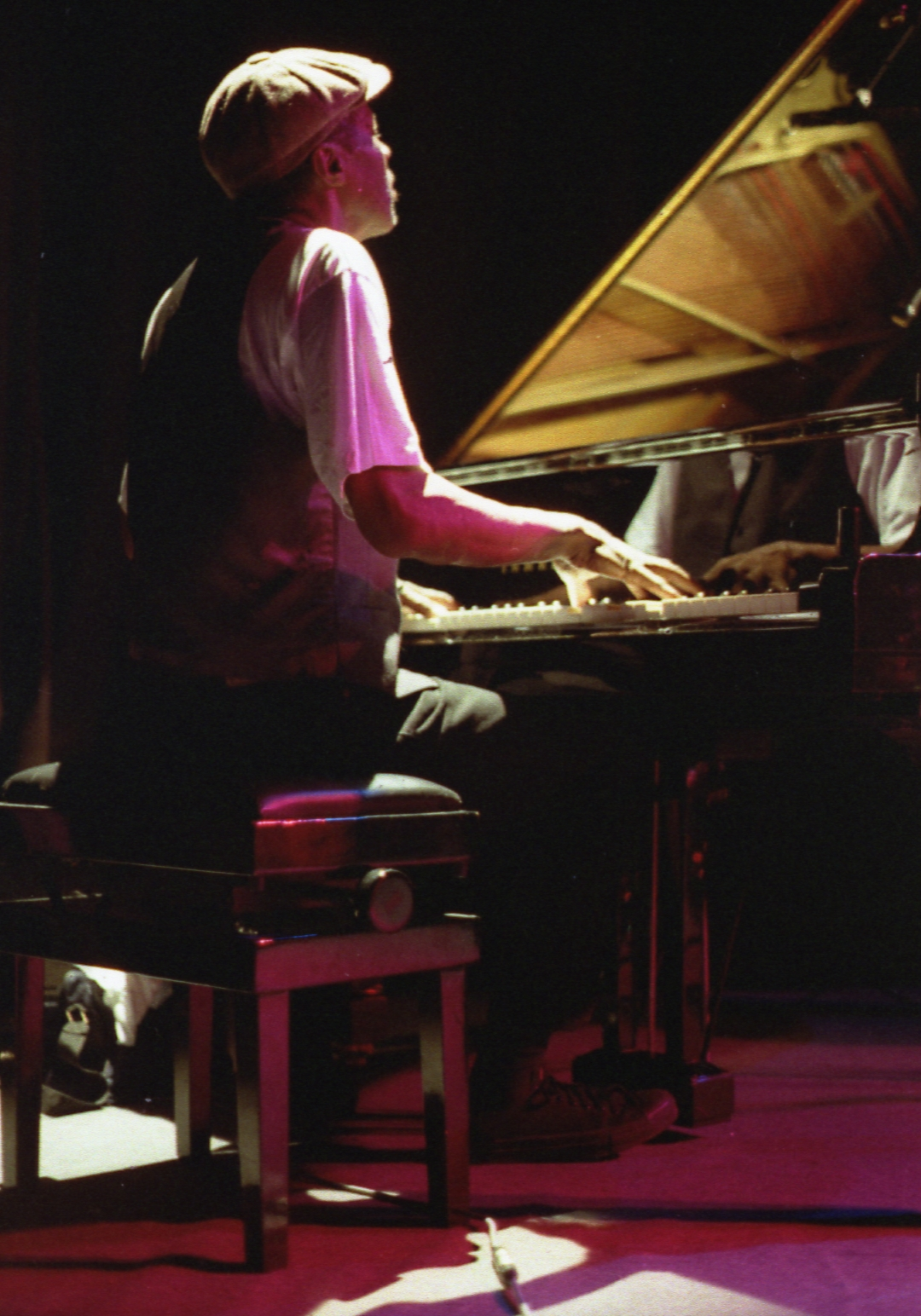
Charles Gayle à Paris en 1994.

D'une enfance baignée par l'église, Charles Gayle a conservé une foi profonde qui sous-tend sa pensée et imprègne sa musique. Originellement pianiste, il a bâti sa réputation au saxophone ténor et à la clarinette basse. Il n'a cependant jamais abandonné le piano; durant les concerts, il couple parfois ses prestations sur cet instrument avec de longs monologues sur des thèmes religieux et politiques. En 2001, il enregistre un album composé essentiellement de standards, Jazz Solo Piano, qui constitue une réponse aux critiques accusant les musiciens de free jazz de ne pas être capables de jouer du bebop.

## Discographie non exhaustive

### En tant que leader
- Always Born (Silkheart, 1988)
- Homeless (Silkheart, 1988)
- Spirits Before (Silkheart, 1988)
- Touchin' on Trane (FMP, 1991)
- Repent (Knitting Factory, 1992)
- Translations (Silkheart, 1993)
- Raining Fire (Silkheart, 1993)
- More Live at the Knitting Factory (Knitting Factory, 1993)
- Consecration (Black Saint, 1993)
- Berlin Movement from Future Years (FMP, 1993)
- Abiding Variations (FMP, 1993)
- Live at Disobey (Blast First, 1994)
- Kingdom Come (Knitting Factory, 1994)
- Unto I AM (Victo, 1994)
- Testaments (Knitting Factory, 1995)
- Daily Bread (Black Saint, 1995)
- Delivered (2.13.61, 1997)
- Solo in Japan (PSF, 1997)
- Precious Soul (FMP, 1997)
- Ancient of Days (Knitting Factory, 1999)
- Jazz Solo Piano (Knitting Factory, 2000)
- Shout! (Clean Feed Records, 2003)
- Time Zones (Tompkins Square, 2006)

### En tant que sideman
- The Blue Humans : Live in London 1994 (Blast First, 1996)
- Sunny Murray Duo : Illuminators (Audible Hiss, 1996)
- Sirone Bang Ensemble : Configuration (Silkheart, 2004)
- Cecil Taylor : Always a Pleasure (FMP, 1993)